# Altmühlbrücke Pfünz
Die Altmühlbrücke Pfünz (Gemeinde Walting, Landkreis Eichstätt, Oberbayern) gilt als eine der bedeutendsten historischen Steinbrücken Bayerns. Der alte Flussübergang wurde 1979 durch einen Neubau entlastet und ist seitdem nur für Fußgänger und Radfahrer freigegeben.

## Geschichte

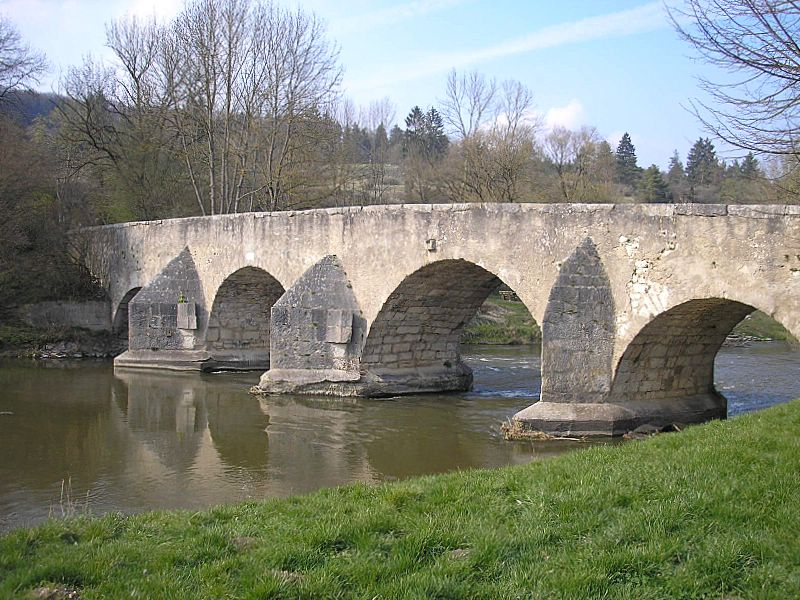
Gesamtansicht von Westen (Oberstrom)

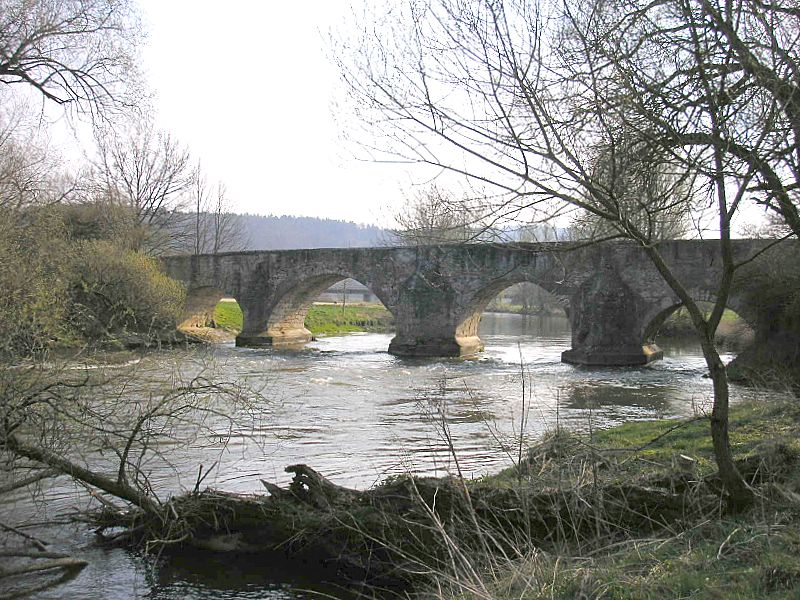
Gegenblick von Osten (Unterstrom)

Unweit der Bogenbrücke liegt das römische  Kastell Vetoniana auf einer Bergzunge. Weitere 10 Kilometer nördlich verlief der Limes, die Außengrenze des Reiches.
Der Name des Dorfes Pfünz, der sich vom lateinischen „pons“ ableitet, deutet auf eine Brückenanlage dieser Zeitstellung hin. Der Altmühlübergang war vom Kastell aus gut zu überwachen. Diese erste Brücke war sicherlich eine Holzkonstruktion an der Stelle einer vorrömischen Furt.
Die erhaltene vierjochige Bogenbrücke geht wahrscheinlich auf das 15. Jahrhundert zurück. Um 1486 wird ein Brückenzoll zu Pfünz erwähnt, so dass der Baubeginn in die Amtszeit der Eichstätter Fürstbischofs Wilhelm von Reichenau fallen könnte. Das Bistum war bis kurz nach 1700 für den Unterhalt zuständig und nahm den Wegzoll ein. Anschließend wurde der Gemeinde das Zollerhebungsrecht zugesprochen.
Während der Napoleonischen Kriege sprengten österreichische Truppen am 22. Juli 1800 die Brücke. In einer Reparaturrechnung von 1822 ist von einer hölzernen Ersatzkonstruktion die Rede. Später erneuerte man die Bögen jedoch wieder in der ursprünglichen Form. Vielleicht ist dies um 1878 geschehen, als im Schriftverkehr zwischen der Gemeinde und dem Königlichen Bezirksamt Eichstätt eine Erweiterung erwähnt wurde, die durch die Zolleinnahmen finanziert werden sollte.
1976 beschädigte ein amerikanischer Panzer die auf 12 Tonnen beschränkte Brücke schwer. Die Schäden konnten noch im gleichen Jahr beseitigt werden, wobei die Brüstungen größtenteils neu aufgemauert werden mussten.
1979 verlegte man die Staatsstraße 2230 etwa 200 m nach Westen und errichtete einen neuen Altmühlübergang aus Spannbeton. Gleichzeitig wurde die alte Flutbrücke in den Talwiesen vor dem Fluss wegen Baufälligkeit abgebrochen. Einer der 14 Bögen dieses Flutsteges vor der eigentlichen Brücke war mit „1772“ bezeichnet.

## Beschreibung
Die erhaltene Hauptbrücke besteht aus unregelmäßigen Kalksteinschichten- bzw. Bruchsteinmauerwerk örtlicher Herkunft. Vier Rundbögen überspannen den Fluss und werden von drei spitz zulaufenden Strompfeilern getragen, deren Vorköpfe aus regelmäßigen Kalksteinquadern gemauert wurden.
Der Pfeiler gegen Pfünz ist nur 1,40 m breit. Der Mittelpfeiler ist mit 3,60 m am stärksten, der Bogen auf der Seite gegen Eichstätt mit 3,30 m nur unwesentlich schwächer. Die Spannweiten der Brückenbögen betragen zwischen 5,80 und 8,00 Metern. Die Durchfahrtshöhen schwanken zwischen 2,50 m und ca. 3,50 m. Die Fahrbahn ist 2,80 bis 4,15 m breit, die Abdecksteine sind teilweise noch mit Eisenklammern verbunden. Insgesamt ist die Brücke etwa 45 m lang, der Fluss hier ungefähr 35 m breit.